# Campeonato de Estonia de Ciclismo en Ruta
Los Campeonatos de Estonia de Ciclismo en Ruta se organizan anualmente desde el año 1997 para determinar el campeón ciclista de Estonia de cada año. El título se otorga al vencedor de una única carrera. El vencedor obtiene el derecho a portar un maillot con los colores de la Bandera de Estonia hasta el Campeonato de Estonia del año siguiente.
El corredor más laureado es Jaan Kirsipuu, con cinco victorias.

## Palmarés

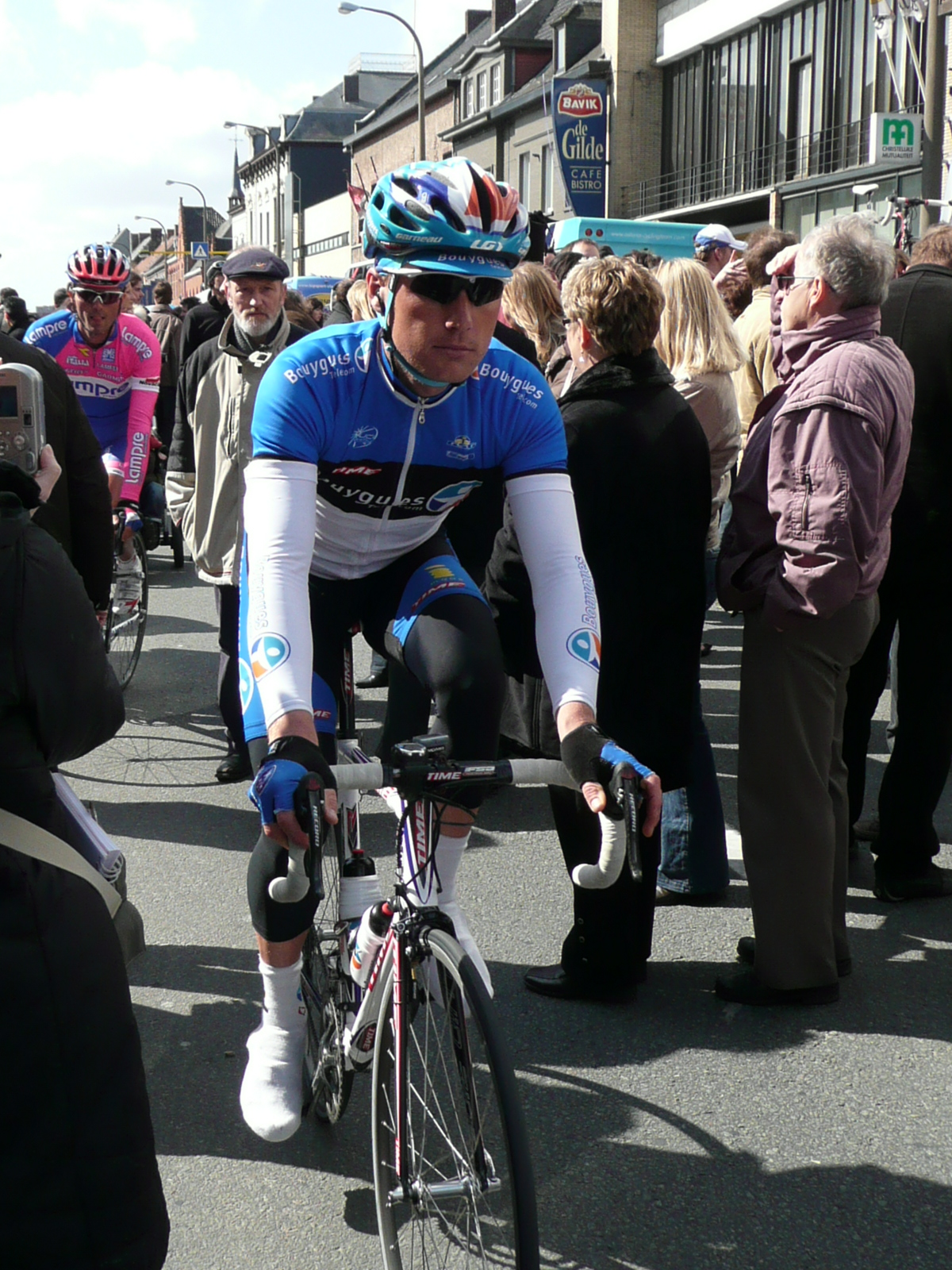
Erki Pütsep como campeón de Estonia en Ruta.

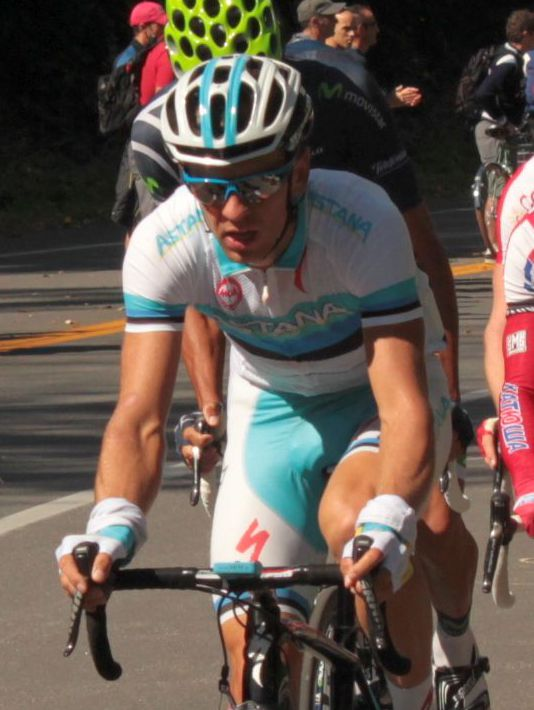
Tanel Kangert campeón de Estonia en 2012.

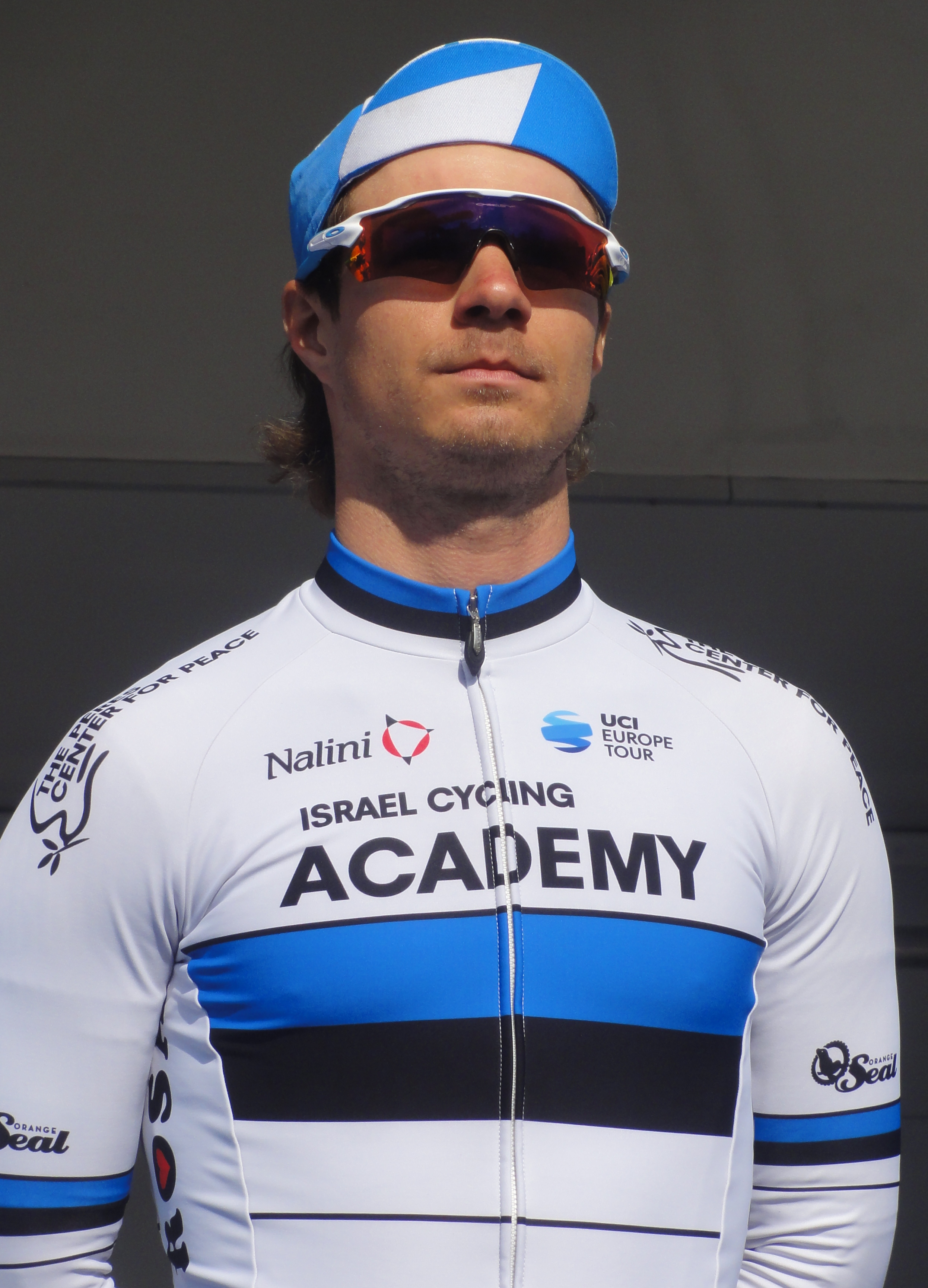
Mihkel Räim campeón de Estonia en 2016 y 2018.

| Año  | Ganador           | Segundo           | Tercero           |
| 1997 | Oskari Kargu      | Allan Oras        | Andrus Aug        |
| 1998 | Jaan Kirsipuu     | Janek Tombak      | Lauri Aus         |
| 1999 | Jaan Kirsipuu     | Andrus Aug        | Allan Oras        |
| 2000 | Lauri Aus         | Jaan Kirsipuu     | Janek Tombak      |
| 2001 | Janek Tombak      | Jaan Kirsipuu     | Andrus Aug        |
| 2002 | Jaan Kirsipuu     | Andri Lebedev     | Janek Tombak      |
| 2003 | Janek Tombak      | Lauri Aus         | Erki Pütsep       |
| 2004 | Erki Pütsep       | Janek Tombak      | Oskari Kargu      |
| 2005 | Jaan Kirsipuu     | Erki Pütsep       | Janek Tombak      |
| 2006 | Erki Pütsep       | Allan Oras        | Andrei Mustonen   |
| 2007 | Erki Pütsep       | Jaan Kirsipuu     | Allan Oras        |
| 2008 | Jaan Kirsipuu     | Kalle Kriit       | Erki Pütsep       |
| 2009 | Rein Taaramäe     | Sander Maasing    | Erki Pütsep       |
| 2010 | Kalle Kriit       | Tanel Kangert     | Jaan Kirsipuu     |
| 2011 | Mart Ojavee       | Martin Puuseep    | Tanel Kangert     |
| 2012 | Tanel Kangert     | Gert Jõeäär       | Rein Taaramäe     |
| 2013 | Rein Taaramäe     | Silver Schultz    | Ivo Suur          |
| 2014 | Alo Jakin         | Gert Jõeäär       | Risto Raid        |
| 2015 | Gert Jõeäär       | Rein Taaramäe     | Endrik Puntso     |
| 2016 | Mihkel Räim       | Silver Mäoma      | Alo Jakin         |
| 2017 | Gert Jõeäär       | Alo Jakin         | Rein Taaramäe     |
| 2018 | Mihkel Räim       | Gert Jõeäär       | Karl Patrick Lauk |
| 2019 | Alo Jakin         | Peeter Pruus      | Gert Jõeäär       |
| 2020 | Norman Vahtra     | Karl Patrick Lauk | Gert Kivistik     |
| 2021 | Mihkel Räim       | Karl Patrick Lauk | Alo Jakin         |
| 2022 | Mihkel Räim       | Siim Kiskonen     | Gert Jõeäär       |
| 2023 | Karl Patrick Lauk | Lauri Tamm        | Rein Taaramäe     |
| 2024 | Norman Vahtra     | Lauri Tamm        | Markus Pajur      |
| 2025 | Madis Mihkels     | Markus Mäeuibo    | Aaron Aus         |